# Highways
Highways (o Highwavys) è una suddivisione dell'India, classificata come town panchayat, di 7.028 abitanti, situata nel distretto di Theni, nello stato federato del Tamil Nadu. In base al numero di abitanti la città rientra nella classe V (da 5.000 a 9.999 persone).

## Geografia fisica
La città è situata a 09° 38' 43 N e 77° 20' 09 E.

## Società

### Evoluzione demografica
Al censimento del 2001 la popolazione di Highways assommava a 7.028 persone, delle quali 3.601 maschi e 3.427 femmine. I bambini di età inferiore o uguale ai sei anni assommavano a 680, dei quali 367 maschi e 313 femmine. Infine, coloro che erano in grado di saper almeno leggere e scrivere erano 4.760, dei quali 2.775 maschi e 1.985 femmine.